# Le Rosier de Madame Husson (film 1950)
Le Rosier de Madame Husson è un film del 1950 diretto da Jean Boyer. La sceneggiatura di Marcel Pagnol si ispira liberamente all'omonimo racconto di Guy de Maupassant che qui viene ambientato negli anni cinquanta.

## Produzione
Il film fu prodotto dalla Eminente Films e Les Films Agiman.

## Distribuzione
Distribuito dalla Société des Etablissements L. Gaumont, il film uscì nelle sale francesi il 29 settembre 1950 del Novecento. Negli Stati Uniti, fu presentato a New York il 29 aprile 1952; in Danimarca, con il titolo Dyden belønnes, il 9 maggio 1955; in Svezia, ribattezzato Oskuld sökes, fu distribuito il 16 aprile 1958.